# Резня в Груборах
Резня в Груборах (серб. Убиство српских цивила у Груборима) — преступление против сербских гражданских лиц, совершённое в населенном пункте Грубори близ города Книн 25 августа 1995 года.

## Описание событий
После операции «Буря» хорватский полицейский спецназ проводил зачистку занятой хорватской армией территории, которая ранее контролировалась самопровозглашённой Сербской Краиной. Из-за многочисленных преступлений со стороны хорватских солдат UNPROFOR предложил оставшимся в Груборах жителям отъезд в Сербию. Для регистрации на перевоз семеро жителей отправились в соседнее село, а шестеро остались в Груборах. Когда в населённый пункт вошел хорватский спецназ, его бойцы убили всех оставшихся жителей. В материалах Гаагского трибунала фигурировали пять жертв, по данным хорватского суда были убиты шесть человек — Йово Грубор, Милош Грубор, Мария Грубор, Милица Грубор, Джуро Каранович и Йован Грубор, причем Йован Грубор был сожжён в своём доме. Часть домов в Груборах была подожжена.
В тот же день в Грубори прибыли сотрудники UNPROFOR, которые зафиксировали факт преступления и сообщили о нём хорватской полиции. В 2010 году хорватское правосудие начало расследование этого преступления. В 2014 году суд в Загребе оправдал трёх хорватских офицеров, заявив в приговоре, что они не знали о действиях подчинённых, убивших стариков в Груборах.